# 豪華
| ウィキペディアには「豪華」という見出しの百科事典記事はありません（タイトルに「豪華」を含むページの一覧/「豪華」で始まるページの一覧）。 代わりにウィクショナリーのページ「豪華」が役に立つかもしれません。 |